# 부가어
언어학(linguistics)에서 부가어(adjunct)는 문장(sentence)이나 절(clause) 혹은 구(phrase)에서 선택적(optional)이거나 '구조적으로 없어도 되는(structurally dispensable)' 한 부분으로, 없다해도 남은 문장 부분에 구조적으로 영향을 주지 않는다. 예를 들어 'John helped Bill in Central Park.'라는 문장에서, 'in Central Park'라는 구는 부가어이다.
부가어에 대한 더 세밀한 정의는 다른 형식(form)이나 단어 혹은 구에 의존하는 형식, 단어, 구로서의 속성을 강조한다. 이들은 부사적 기능을 갖춘 절구조(clause structure)의 한 요소이다. 부가어는 논항(argument)도 서술표현(predicative expression)도 아니며, 또한 논항은 부가어가 아니다. 논항과 부가어의 구분은 통사론(syntax)과 의미론(semantics)에서 중심 소재이다. 논항과 부가어를 나타내는 용어는 이론에 따라 다양하다. 일부 의존문법(dependency grammar)들에서는 1959년 뤼시앵 테니에르(Lucien Tesnière)의 연구에 따라 부가어 대신에 '상황사(狀況詞, circonstant)'라고 쓴다.
서술어(predicate) 혹은 서술어의 논항 및 주가어를 탐구하는 문법 영역을 결합가이론(valency theory)이라 한다. 서술어는 결합가를 가진다. 서술어는 자기 주변에 쓸 수 있거나 써야 하는 논항들의 개수나 유형을 결정한다. 결합가는 하위범주화(subcategorization)라는 개념으로도 연구된다.

## 예시
'John helped Bill in Central Park on Sunday'라는 문장을 예로 들면 다음과 같다.
1. 'John'은 주어논항(subject argument)이다.
2. 'helped'는 서술어(predicate)이다.
3. 'Bill'은 목적어논항(object argument)이다.
4. 'in Central Park'는 첫번째 부가어이다.
5. 'on Sunday'는 두번째 부가어이다.

'부사 부가어(adverbial adjunct)'는 동사(verb)가 표현하는 행동이나 상태가 발생하는 상황을 수립시키는 문장요소이다. 다음 문장은 시공간에 관한 부가어이다.
Yesterday, Lorna saw the dog in the garden.
(a) 어제, 로나는 정원에서 개를 보았다.
(b) 어제, 로나는 정원에 있는 개를 보았다.
이 예문은 해석이 모호한데 이는 부가어 'in the garden'의 수식 대상이 무엇이냐에 따라 다르다. (a)로 해석할 경우, 부가어 'in the garden'은 동사 'saw'를 수식한다. 이 경우 로나가 정원에 있으면서 개를 보았다는 뜻이 된다. (b)로 해석할 경우, 'in the garden'은 명사구 'the dog'를 수식한다. 이 경우 정원에 있는 것은 개가 된다. 또한 명사나 다른 말을 수식하는 부가어도 존재한다.(명사 부가어(noun adjunct) 참조)

## 형식과 영역
부가어는 한 단어일 수도 있고, 한 구(phrase)나 절(entire)일 수 있다.
한 단어
She will leave tomorrow.
구
She will leave in the morning.
절
She will leave after she has had breakfast.
부가어의 논의는 대부분 부사부가어에 집중한다. 즉 위의 예문에서처럼 동사나 동사구 혹은 절 전체를 수식하는 부가어에 주목한다는 뜻이다. 그러나 부가어는 다른 영역에서도 나타날 수 있다. 즉 부가어는 대부분의 범주들을 수식할 수 있다는 것이다. 명사수식 부가어(adnominal adjunct)는 명사를 수식하는 부가어이다. 이에 관한 목록은 Components of noun phrases 참조. Adjuncts that modify 형용사(adjective)나  부사(adverb) 수식하는 부가어는 각각 '형용사수식 부가어(adadjectival adjunct)'와 '부사수식 부가어(adadverbial adjunct)'라고한다.
the discussion before the game – 'before the game'은 명사수식 부가어이다.
very happy – 'very'는 형용사수식 부가어이다.
too loudly – 'too'는 부사수식 부가어이다.
부가어는 항상 구성소(constituent)이다. 이 글에 인용된 예문 내 부가어 각각 모두 구성소이다.

## 의미론적 기능
부가어는 자신이 쓰여져 있는 구나 절 혹은 문장에 원인이 되는 기능적 의미라는 용어를 통해 범주화돨 수 있다. 다음 의미론적 기능에 관한 목록은 철저한 것은 아니지만, 문헌에서 규명된 부가어의 의미론적 기능 대부분을 포함하고 있다.
인과(Causal) – 인과 부가어(causal adjunct)는 행동이나 상태의 이유 혹은 목적을 수립시킨다.
The ladder collapsed because it was old. (이유)
양보(Concessive) – 양보 부가어(concessive adjunct)는 반대 상황을 만든다.
Lorna went out although it was raining.
조건(Conditional) – 조건 부가어(conditional adjunct)는 행동이 일어나거나 상태가 유지되는 조건을 만든다.
I would go to Paris, if I had the money.
결과(Consecutive) – 결과 부가어(consecutive adjunct)는 효과나 결과를 수립한다.
It rained so hard that the streets flooded.
목적(Final) – 목적 부가어(final adjunct)는 행동의 목적(달성하고 싶은 것)을 수립한다.
He works a lot to earn money for school.
도구(Instrumental) – 도구 부가어(instrumental adjunct)는 행동 달성에 필요한 도구를 수립한다.
Mr. Bibby wrote the letter with a pencil.
위치(Locative) – 위치 부가어(locative adjunct)는 상태나 행동이 발생하거나 존재하는 어디(where), 어디로(to where), 어디에서(from where)를 표현한다.
She sat on the table. (locative)
측정(Measure) – 측정 부가어(measure adjunct)는 행동, 상태, 혹은 이 둘이 수식하는 자질의 측정을 수립시킨다.
I am completely finished.
That is mostly true.
We want to stay in part.
서법(Modal) – 서법 부가어(modal adjunct)는 화나가 행동이나 상태를 믿음직하거나 그렇지 않는다는 것의 범위를 수립한다.
They probably left.
In any case, we didn't do it.
That is perhaps possible.
I'm definitely going to the party.
수식(Modificative) – 수식 부가어(modificative adjunct)는 행동이 발생하거나 상태가 계속 존재하는 방식을 수립한다.
He ran with difficulty. (방식)
He stood in silence. (상태)
He helped me with my homework. (한정)
시간(Temporal) – 시간 부가어(temporal adjunct)는 언제, 얼마나 오래, 얼마나 자주 행동이나 상태가 일어나거나 존재하는지를 설정한다.
He arrived yesterday. (시점)
He stayed for two weeks. (지속)
She drinks in that bar every day. (빈도)

## 술부•논항•부가어 구분

### 생략감별법
논항, 부가어, 술부의 구분은 통사론과 문법론의 중심 소재이다. 술부는 논항을 취하고 특정 부가어를 붙이는 것을 허락한다. 술부의 논항들은 술부의 의미를 완벽하게 하는데 있어 필수이다. 반면, 술부의 부가어들은 핵심 술부-논항 의미에 관한 보조 정보를 제공한다. 이는 부가어들이 술부의 의미를 완벽하게 하는데 있어 필수적인 것이 아니라는 것을 말한다. 부가어와 논항은 다양한 감별법으로 규명할 수 있다. 예를 들어, 생략감별법(omission diagnostic)은 논항들을 밝힐 수 있고 따라서 간접적으로 부가어도 밝힐 수 있다. 어떤 구성소가문장이나 절 혹은 구에서 문법상 생략될 수 없다면, 이 구성소는 부가어가 아니다. 예를 들면 다음과 같다.
a. Fred certainly knows.
b. Fred knows. – 'certainly'는 부가어이다.
a. He stayed after class.
b. He stayed. – 'after class'는 부가어이다.
a. She trimmed the bushes.
b. *She trimmed. – 'the bushes'는 부가어가 아니다.
a. Jim stopped.
b. *Stopped. – 'Jim'은 부가어가 아니다.

### 기타 감별법
논항과 부가어 간의 구분에 사용되는 감별법으로는 다수감별법(multiplicity), 주요부로부터의 거리(distance from head), 조정 능력(the ability to coordinate)이 있다. 주요부(head)는 복수의 부가어를 갖지만 목적어논항(object argument) 즉 보충어(complement)는 단 하나이다.
a. Bob ate the pizza. – 'the pizza'는 목적어논항(보충어)이다.
b. Bob ate the pizza and the hamburger. 'the pizza and the hamburger'는 목적어논항으로 기능하는 명사구(noun phrase)이다.
c. Bob ate the pizza with a fork. – 'with a fork'는 부가어이다.
d. Bob ate the pizza with a fork on Tuesday. – 'with a fork'와 'on Tuesday' 모두 부가어이다.
목적어논항은 부가어보다는 주요부와 더 친밀하다.
a. the collection of figurines (보충어) in the dining room (부가어)
b. *the collection in the dining room (부가어) of figurines (보충어)
부가어는 다른 부가어와 동등하나 논항과는 그렇지 않다.
a. *Bob ate the pizza and with a fork.
b. Bob ate with a fork and with a spoon.

### 선택논항과 부가어
논항과 부가어의 구분은 단순한 생략감별법 등이 제시하는 것보다는 덜 명확하다. 논항과 부가어 구분법에 대한 설명은 대부분 더 나아간 구분법을 인지한다. 일부는 필수논항(obligatory argument)과 선택논항(optional argument)을 구분한다. 선택논항은 생략감별법을 사용할 때 부가어와 같은 패턴을 보인다. 예를 들면 다음과 같다.
a. Fred ate a hamburger.
b. Fred ate. – 'a hamburger'는 필수논항은 아니지만, 선택논항이다.
a. Sam helped us.
b. Sam helped – 'us'는 필수논항은 아니지만, 선택논항이다.
선택논항의 존재는 논항과 부가어의 경계선을 모호하게 만든다. 생략감별법 외의 다른 감별법은 부가어와 선택논항 간의 구분을 위해 사용해야 한다. 그런 감별법 중 하나는 관계사절 검사법(relative clause test)이다. 이 검사법의 대상이 되는 구성소는 주절(matrix clause)에서 'which occurred/happened'라는 종속관계사절(subordinate relative clause)에 붙여서 검사한다. 그랬을 때 만약 문법상 틀리게 되면, 그 구성소는 부가어가 아니게 된다.
a. Fred ate a hamburger.
b. Fred ate. – 'a hamburger'는 필수논항이 아니다.
c. *Fred ate, which occurred a hamburger. – 'a hamburger'는 부가어도 아니다. 이는 선택논항이라는 것을 의미한다.
a. Sam helped us.
b. Sam helped. – 'us'는 필수논항이 아니다.
c. *Sam helped, which occurred us. – 'us'는 부가어도 아니다. 이는 선택논항이라는 것을 의미한다.
이 검사법의 장점은 논항 전치사구(argument prepositional phrase)와 부가어 전치사구(adjunct prepositional phrase)를 구분하는 능력에 있다.
a. We are working on the problem.
b. We are working.
c. *We are working, which is occurring on the problem. – 'on the problem'은 선택논항이다.
a. They spoke to the class.
b. They spoke.
c. *They spoke, which occurred to the class. – 'to the class'는 선택논항이다.
관계사절 감별법의 신뢰도는 제한적이다. 예를 들어, 많은 서법 부가어와 수단 부가어는 논항이라고 잘못 알려줄 수 있다. 이는 구분에 대한 절대적인 감별법을 창출하는 것이 어렵다는 것을 말한다. 그럼에도 통사론과 문법론 이론에서는 대부분 논항과 부가어 구분, 혹은 필수논항과 선택논항 구분을 하고 있으며, 주요 이론에서는 이러한 구분법들에 대하여 중심적인 위상을 부여하고 있다.

## 서술어와 부가어
많은 구들은 표면적으로는 부가어인 것을 붙이지만 실제론 이는 부가어가 아니라 서술어를 대신한다. 계사동사(copular verb) 특히 'be' 동사에서 이런 혼동이 발생한다.
It is under the bush.
The party is at seven o'clock.
예문들에서 전치사구(prepositional phrase, PP)는 부가어도 논항도 아니다. 오히려 전치사는 주술부(main predicate)의 일부이다. 첫번째 문장의 주요 서술어(matrix predicate)는 'is under'이다. 이는 'It'과 'the bush' 두 논항을 가지고 있다. 비슷하게, 두번째 문장의 주요 서술어는 'is at'이다. 'The party'와 'seven o'clock'이라는 두 논항을 가지고 있다. 서술어, 논항, 부가어 구분은 결과 서술어(resultative predicate)와 같은 부차 서술어(secondary predicate)가 개입될 경우 어려워진다.
That made him tired.
결과 형용사(resultative adjective) 'tired'는 주요 서술어 'made'의 논항으로 볼 수 있다. 그러나 또한 'him'에 대한 서술어이기도 하다. 이러한 것들은 사술어, 논항, 부가어 간의 구별은 어려우며 주어진 표현이 문장 내에서 하나 이상의 기능을 발휘한다는 것을 보여준다.

### 개괄
다음 개괄은 최근의 분할법에 대한 분류이다.
이 개괄은 서술어, 논항, 부가어라는 세 구성체로 이뤄져 있다. 논항은 다시 필수논항과 선택논항으로 나뉜다.

## 부가어 표현
통사론과 문법론에서는 대부분 문장 구조를 표현하는데 있어 트리(tree)를 이용한다. 트리에서 논항과 부가어 구분을 위해 다양한 규약이 사용된다. 구구조문법(phrase structure grammar)에서, 한 주요 술부(head predicate)에 붙는 부가어들은 그 술부의 목적어논항보다 더 높게 나타난다는 점에서 부가어의 대부분은 논항과 수분된다. 부가어는 위에 있는 주요 술부의 투사(projection)에 부착되고, 목적어논항 오른쪽에 부착된다. 예를 들면 다음과 같다.
목적어논항은 항상 동사(V, verb)의 오른쪽에 나타나는 V의 자매(sister)이다. 부사(Adv, adverb) 'early'의 부가어 지위와 전치사구(PP, prepostional phrase) 'before class'는 목적어논항의 오른쪽과 위에서 더 높은 위치에서 보인다. 반면, 다른 부가어들은 주어논항과 주요술부 사이에 붙거나, 주어논항 위와 왼쪽에 붙는다. 예를 들면 다음과 같다.
동사(V) 혹은 동사구(VP, verbal phrase)의 왼쪽에서 자매로서 쓴다는 점에서, 주어는 논항이 된다. 서법 부사(modal adverb) 'certainly'는 V의 중간투사(intermediate projection)나 S의 투사에 붙는다는 점에서 부가어가 된다. X-bar 이론에서, 부가어는 X' 수준에 자매가 되는 것이자 X' 수준의 [X' 부가어 [X'...]]의 딸(daughter)이 되는 요소로 나타난다.
위의 분석들보다 문장구조의 층위를 덜 나누는 이론들은 특별한 규약으로 부가어와 논항을 구분한다. 일부 의존문법(dependency grammar)에서는 부가어 표시를 위해 화살표 의존 끝(arrow dependency edge)을 사용한다. 예를 들면 다음과 같다.
화살표 의존 끝은 부가어로부터 출발하여 부가어의 주요부(governor)로 향한다. 예문에서 화살표는 'Yesterday', 'probably', 'many times', 'very', 'very long', 'that you like' 6개의 부가어를 표지한다. 표준의 비화살의존끝(standard, non-arrow dependency edge)인 'Sam', 'Susan', 'that very long story that you like' 등은 문장 내 서술어의 논항이 된다.

## 같이 보기
- 결합가
- 논항
- 서술어